# Cyklohexylacetat
Cyklohexylacetat är en trögflytande vätska som framställs genom kokning av cyklohexanol med ättiksyraanhydrid.
Ämnet kan användas som lösningsmedel för cellulosaestrar och celluloid vid framställning av zaponlacker. Cyklohexylacetat löser harts, bakelit och ger högkoncentrerade lösningar som används som lack, vilka ger en klar, hård och motståndskraftig yta. Ämnet används även för framställning av rengöringsmedel.